# Radom (departamento)

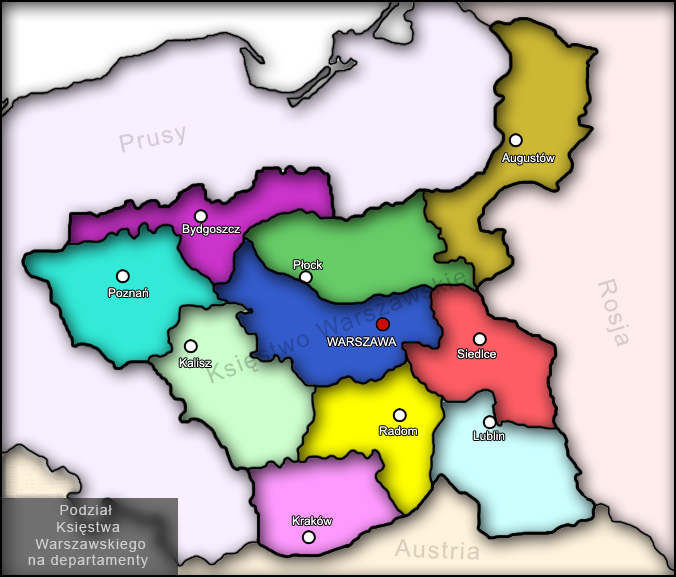
Divisão administrativa do Ducado de Varsóvia, 1810–1815. Departamento de Radom é amarelo no centro-sul.

Departamento de Radom (Polonês: Departament radomski) era uma unidade de divisão administrativa e governo local da Polônia, Ducado de Varsóvia nos anos 1809-1815.
Sua capital era Radom, e foi dividida em 10 powiats.
Em 1815 foi transformada em Voivodia de Sandomierz.